# 山の手美容院
山の手美容院（やまのてびよういん）とは、1929年（昭和4年）に吉行あぐりが山野千枝子の内弟子を経て、東京・五番町（市ケ谷駅前）で開設した美容室。後に吉行あぐり美容室と改名した。
開設当初の建物は、日本のダダイスト集団MAVOに所属する村山知義の設計で、日本のダダイスム建築の代表作のひとつだった。この建物は、第二次世界大戦における建物疎開の対象となったため現在は現存しない（写真のみ）が、NHKの連続テレビ小説『あぐり』にてセットで再現された物を見ることができる。